# Hygrocybe
Genere Hygrocybe (Fr.) P. Kumm., Der Führer in die Pilzkunde 26 (1871).
Al genere Hygrocybe appartengono funghi di piccola taglia con carne acquosa e colorati molto vivacemente (es. H. coccinea) che si trovano specialmente nei prati, nei pascoli e nei luoghi erbosi, di frequente nei boschi lungo il bordo di sentieri.
Hanno il cappello poco carnoso, vischioso, con lamelle aderenti, decorrenti o quasi libere con trama regolare; il gambo sottile e cavo.
I funghi appartenenti al genere Hygrocybe sono tutti saprofiti a differenza di quelli appartenenti al genere Hygrophorus, che invece sono micorrizici.

## Commestibilità
Senza valore nella maggior parte delle specie, ad eccezione di H. punicea.

## Specie di Hygrocybe
Alcune specie di Hygrocybe:
- Hygrocybe acutoconica  (commestibilità ignota) = Hygrocybe persistens var. persistens
- Hygrocybe calyptraeformis (commestibile, rara)
- Hygrocybe chlorophana (commestibile)
- Hygrocybe coccinea (buon commestibile, di scarsa resa)
- Hygrocybe conica  (considerato leggermente tossico)
- Hygrocybe crocea  (velenoso) = Hygrocybe persistens var. langei
- Hygrocybe helobia  (commestibilità ignota)
- Hygrocybe marchii (commestibile, di scarsa resa)
- Hygrocybe ovina (non commestibile)
- Hygrocybe psittacina  (discreto commestibile, di scarsa resa)
- Hygrocybe punicea  (buon commestibile)
- Hygrocybe tristis (Pers.) Moeller

## Etimologia
Dal greco hugrós = umido e kúbe = testa, cioè 'testa umida' per la vischiosità del cappello.

## Galleria d'immagini

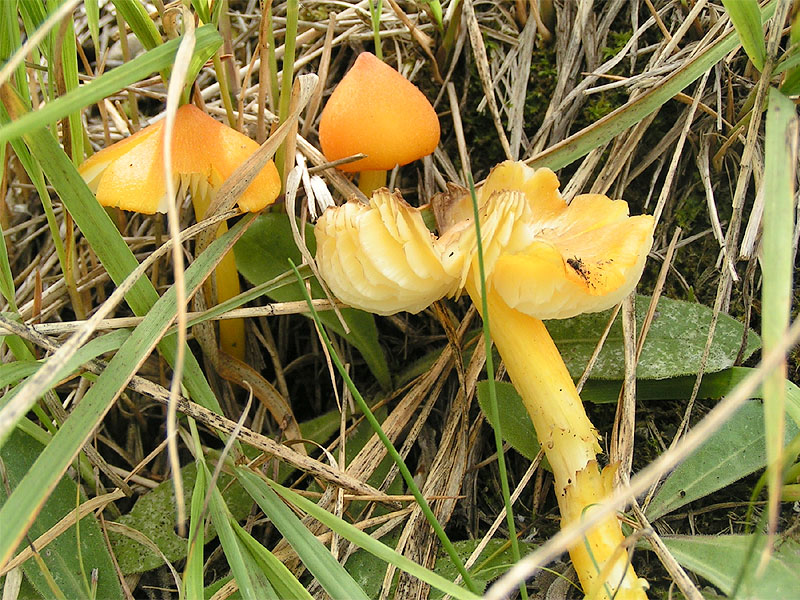
Hygrocybe acutoconica
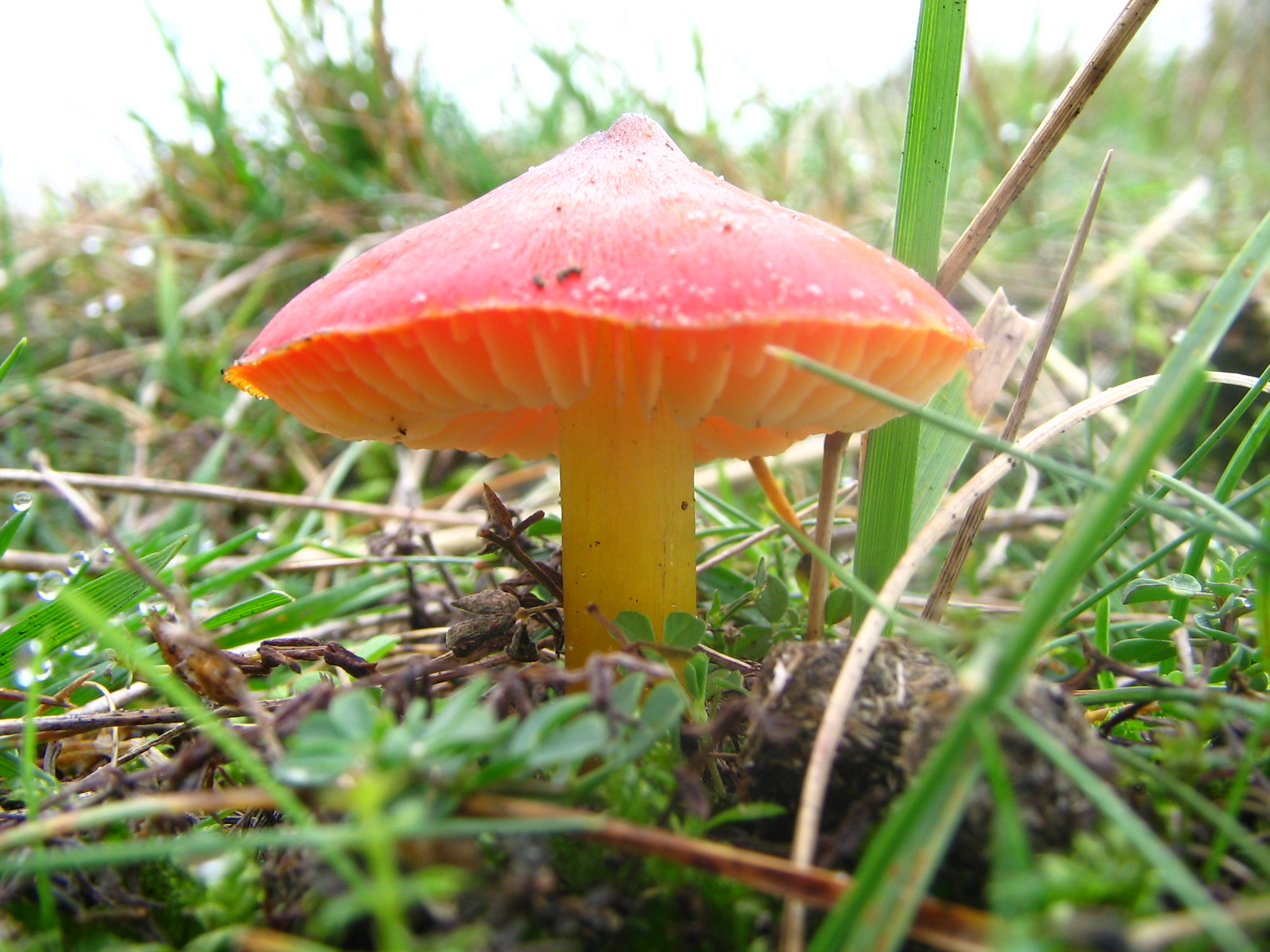
Hygrocybe conica
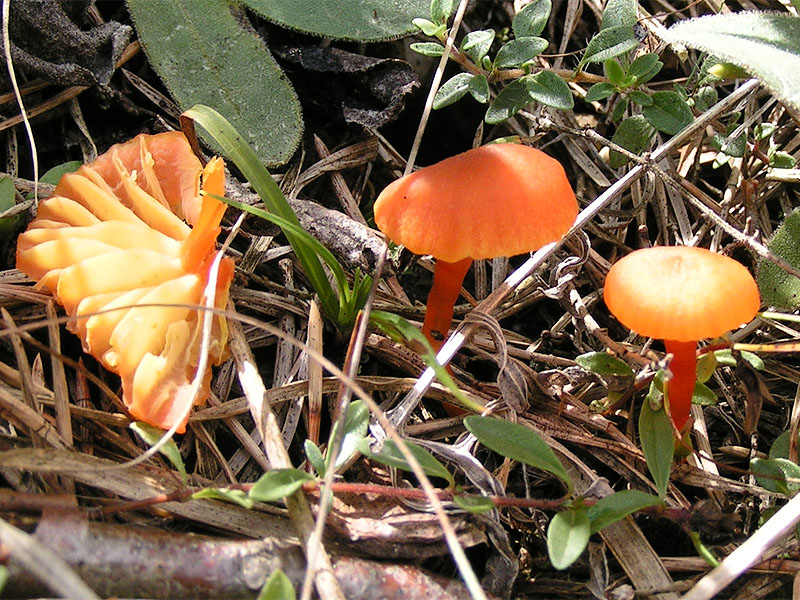
Hygrocybe marchii